# Disco Bill
| Recensione | Giudizio |
| ---------- | -------- |
| AllMusic   | [ 1 ]    |

Disco Bill è un album discografico dell'attore comico statunitense Bill Cosby pubblicato nel 1977 dalla Capitol Records.

## Il disco
Come per il precedente Bill Cosby Is Not Himself These Days, Cosby dichiarò di avere improvvisato gran parte del materiale incluso nell'album; come esemplificato dal titolo stesso, l'album ironizza sull'esplosione della musica disco alla fine degli anni settanta.

## Tracce
1. A Simple Love Affair – 4:38 (Cosby, Gardner)
2. What Ya Think 'Bout Lickin' My Chicken – 4:04 (Cosby, Gardner, Watson)
3. Rudy – 1:56 (Cosby, Gardner)
4. Boogie on Your Face – 3:03 (Cosby, Gardner)
5. Happy Birthday Momma – 4:01 (Cosby, Gardner, Mays)
6. That's How I Met Your Mother – 3:19 (Cosby, Gardner)
7. 1, 2, 3 – 4:10 (Barry)
8. Section #9 – 3:12 (Cosby, Gardner)
9. A Nasty Birthday – 3:32 (Cosby)
10. What's in a Slang – 2:19 (Cosby, Gardner)